# Augustus Owsley Stanley

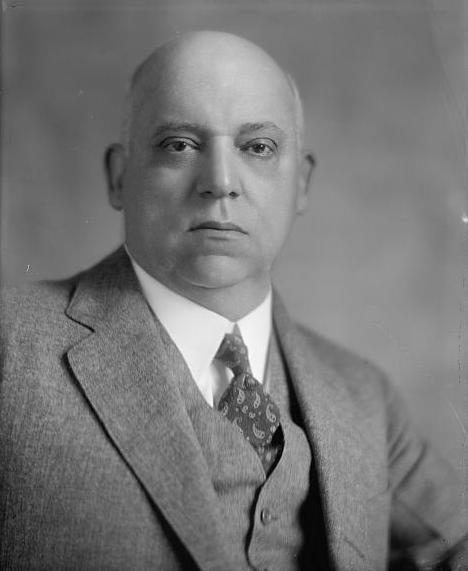
Augustus Owsley Stanley

Augustus Owsley Stanley (* 21. Mai 1867 in Shelbyville, Shelby County, Kentucky; † 12. August 1958 in Washington, D.C.) war ein US-amerikanischer Politiker und von 1915 bis 1919 Gouverneur von Kentucky. Diesen Bundesstaat vertrat er außerdem in beiden Kammern des Kongresses.

## Frühe Jugend und Aufstieg
Augustus Stanley besuchte unter anderem die Gordon Academy und das Centre College, das er 1889 abschloss. Danach studierte er Jura und verdiente sich das dafür nötige Geld als Lehrer. Im Jahr 1894 wurde er als Anwalt zugelassen, worauf er in Flemingsburg eine Kanzlei eröffnete. Politisch bekannte sich Stanley zu der Demokratischen Partei. Im Jahr 1900 unterstützte er die erfolglose Präsidentschaftskandidatur von William Jennings Bryan und war auch einer von dessen Wahlmännern. Zwischen 1903 und 1915 war er Abgeordneter im US-Repräsentantenhaus in Washington. Dort setzte er sich für die Interessen der einheimischen Tabakbauern ein. Er war ein Gegner der großen Trusts, die um Monopolstellungen auf ihren jeweiligen Gebieten kämpften. Allerdings setzte er sich in der Frage der Prohibition für die Alkoholindustrie ein, was ihn 1914 seine Wiederwahl in den Kongress kostete.

## Gouverneur von Kentucky
Nach dem Ausscheiden aus dem Kongress bewarb sich Stanley 1915 um das Amt des Gouverneurs von Kentucky. Sein Gegner war der Republikaner Edwin P. Morrow, mit dem er eng befreundet war. Stanley trat im Wahlkampf für einen Ausbau des Straßennetzes, das Ende der Zwangsarbeit für Sträflinge und ein Prohibitionsgesetz auf lokaler Ebene ein. Das Wahlergebnis war denkbar knapp. Stanley siegte mit 471 Stimmen Vorsprung, was 49,1 % gegen 49,0 % der Wählerstimmen entsprach – eines der knappsten Wahlergebnisse in Kentucky überhaupt. Seine Amtszeit begann am 7. Dezember 1915. Stanley begann, seine Wahlversprechen umzusetzen. Während seiner Amtszeit wurden Anti-Trust-Maßnahmen eingeleitet. Ein Gesetz zum Schutz der Arbeiter wurde genauso erlassen wie ein Gesetz zur Eindämmung der Korruption. Außerdem gab es ein Gesetz zur Regelung der Zwangsarbeit von Sträflingen. Die Prohibitionsfrage wurde auch weiterhin in Kentucky, wie in den meisten anderen Bundesstaaten auch, kontrovers diskutiert. Noch 1916 hatte das Parlament einen entsprechenden Antrag abgelehnt. Zwei Jahre später stimmte die General Assembly dann einem Prohibitionsgesetz zu, und 1919 ratifizierte Kentucky den 18. Verfassungszusatz, der das Alkoholverbot in der US-Verfassung festschrieb. Allerdings sollte sich dieses Gesetz nicht bewähren. Es führte nicht nur in Kentucky, sondern in den ganzen USA zu Bandenbildungen zwecks Alkoholschmuggel. Das organisierte Verbrechen erlebte einen enormen Aufschwung, während gleichzeitig die Behörden nicht in der Lage waren, die Einhaltung des Prohibitionsgesetzes zu kontrollieren. Schließlich wurde der 18. Verfassungszusatz im Jahr 1933 widerrufen.
Während der Amtszeit von Gouverneur Stanley traten die Vereinigten Staaten im April 1917 in den Ersten Weltkrieg ein. Ein Vorschlag, den Deutschunterricht an öffentlichen Schulen zu verbieten, scheiterte am Veto des Gouverneurs. Gegen Ende seiner Amtszeit wurde ein Ausschuss gebildet, der die Steuergesetze des Landes überarbeiten sollte. Als 1918 der Posten eines US-Senators für Kentucky durch den Tod des Amtsinhabers Ollie Murray James frei wurde, kandidierte Stanley erfolgreich für dieses Amt. Folglich trat er am 19. Mai 1919 vom Amt des Gouverneurs zurück. Vizegouverneur James D. Black beendete dann seine verbleibende Amtszeit bis zum Dezember desselben Jahres.

## Weitere Karriere und Tod
Zwischen dem 19. Mai 1919 und dem 3. März 1925 amtierte Stanley als demokratischer Senator von Kentucky. In jener Zeit hatten die Republikaner dort eine deutliche Mehrheit und daher war sein Einfluss eher gering. Bei den Wahlen des Jahres 1924 verlor er sein Mandat an den Republikaner Frederic M. Sackett. Daraufhin nahm Stanley seine Anwaltstätigkeit wieder auf. Im Jahr 1930 wurde er von US-Präsident Herbert Hoover in die International Joint Commission berufen. Diese Kommission befasste sich mit dem Verhältnis der USA zu Kanada. Zwischen 1933 und 1954 war Stanley Vorsitzender dieser Kommission. Er starb am 12. August 1958 in Washington. Stanley war mit Sue Soaper verheiratet, mit der er drei Kinder hatte. Der Toningenieur Owsley Stanley war sein Enkel.